# Sonet szekspirowski
Sonet szekspirowski – odmiana sonetu angielskiego stosowana między innymi przez Williama Szekspira. Sonet szekspirowski ma siedem rymów, ułożonych według schematu abab cdcd efef gg. Niekiedy stosuje się wobec niego ogólniejszą i mniej precyzyjną nazwę sonet angielski.
The worldly prince doth in his sceptre hold
A kind of heaven in his authorities;
The wealthy miser, in his mass of gold,
Makes to his soul a kind of Paradise;
The epicure that eats and drinks all day,
Accounts no heaven, but in his hellish routs;
And she, whose beauty seems a sunny day,
Makes up her heaven but in her baby's clouts.
But, my sweet God, I seek no prince's power,
No miser's wealth, nor beauty's fading gloss,
Which pamper sin, whose sweets are inward sour,
And sorry gains that breed the spirit's loss:
No, my dear Lord, let my Heaven only be
In my Love's service, but to live to thee.
(Nicholas Breton, Sonnet)
Z uwagi na większą liczbę zakończeń rymowych (siedem zamiast czterech w najbardziej klasycznej odmianie włoskiej abba abba cdc dcd) stawia poecie mniejsze wymagania w zakresie doboru słów.